# Tsuchimikado
L'emperador Tsuchimikado (土 御 门 天皇, Tsuchimikado-Tennō, 3 de gener del 1196 - 6 de novembre del 1231) va ser el 83è emperador del Japó, segons l'ordre tradicional de successió. Va regnar entre els anys 1198 i 1210. Abans de ser ascendit al Tron de Crisantem, el seu nom personal (imina) era Príncep Imperial Tamehito (为 仁 亲王, Tamehito-shinnō).